# سیارک ۴۲۱۹۱
سیارک ۴۲۱۹۱ (به انگلیسی: 42191 Thurmann، نامگذاری:2001CJ37) چهل و دو هزار و صد و نود و یکمین سیارک کشف شده‌است که در ۱۴ فوریه ۲۰۰۱ کشف شد.